# Piotr (Zwieriew)
Piotr, imię świeckie Wasilij Konstantinowicz Zwieriew (ur. 6 lutego?/18 lutego 1878 w Moskwie, zm. 7 lutego 1929 na Wyspie Anzerskiej) – rosyjski biskup prawosławny, nowomęczennik.

## Życiorys
Urodził się w rodzinie kapłana prawosławnego jako trzecie z czworga dzieci. W 1895 ukończył naukę w gimnazjum i podjął studia na wydziale historyczno-filologicznym Uniwersytetu Moskiewskiego, które przerwał po trzecim roku. W 1899 rozpoczął naukę w Kazańskiej Akademii Duchownej, którą ukończył po trzech latach z tytułem kandydata nauk teologicznych. Jego rozprawa kandydacka poświęcona była analizie egzegetycznej fragmentu listu św. Pawła do Hebrajczyków. W 1900 złożył wieczyste śluby zakonne i przyjął święcenia kapłańskie. Dwa lata później został zatrudniony w seminarium duchownym w Orle jako wykładowca, jednak już po roku skierowano go do eparchii moskiewskiej w charakterze misjonarza i kapelana cerkwi Włodzimierskiej Ikony Matki Bożej przy siedzibie metropolitów moskiewskich. W 1907 został inspektorem seminarium duchownego w Nowogrodzie, zaś dwa lata później – przełożonym monasteru Przemienienia Pańskiego w Bielowie. W 1910 otrzymał godność archimandryty.
W październiku 1916 Świątobliwy Synod Rządzący postanowił skierować archimandrytę Piotra do pracy misyjnej w archieparchii amerykańskiej Kościoła. Wyjazd duchownego do Stanów Zjednoczonych nie doszedł jednak do skutku. Archimandryta udał się natomiast jako kapelan na front I wojny światowej, gdzie przebywał do wybuchu rewolucji lutowej. W 1917 udał się do Tweru, gdzie został przełożonym monasteru Zaśnięcia Matki Bożej. W czasie rosyjskiej wojny domowej przez pewien czas przebywał w więzieniu Czeka jako zakładnik, został jednak uwolniony.
14 lutego 1919 Piotr (Zwieriew) został wyświęcony na biskupa bałachińskiego, wikariusza eparchii niżnonowogrodzkiej. W chirotonii, która miała miejsce w Moskwie, wziął udział patriarcha moskiewski i całej Rusi Tichon. Hierarcha udał się do Monasteru Pieczerskiego w Niżnym Nowogrodzie, gdzie przebywał do maja 1921, gdy został aresztowany pod zarzutem propagowania fanatyzmu religijnego. Przetrzymywany kolejno w Moskwie i Piotrogrodzie, został zwolniony w styczniu 1922. Został wówczas mianowany biskupem starickim, wikariuszem eparchii twerskiej. De facto spełniał obowiązki jej ordynariusza, w zastępstwie uwięzionego biskupa Serafina. 31 marca 1922, w czasie akcji konfiskaty majątku cerkiewnego, wezwał duchownych i wiernych do przekazywania cennych przedmiotów na cel walki z głodem na Powołżu, z wyłączeniem utensyliów niezbędnych przy odprawianiu nabożeństw. 24 listopada tego samego roku został ponownie aresztowany i skazany na dwa lata zesłania do Turkmenistanu.
Po odbyciu wyroku biskup Piotr udał się do Moskwy. W lipcu 1925 metropolita kruticki Piotr (Polański), locum tenens Patriarchatu Moskiewskiego, polecił mu udać się do Woroneża, gdzie miał wspierać w pracy duszpasterskiej będącego w podeszłym wieku biskupa Włodzimierza. W styczniu 1926, po jego śmierci, Piotr (Zwieriew) został ordynariuszem eparchii woroneskiej i zadońskiej, otrzymał godność arcybiskupią.
Arcybiskup Piotr cieszył się znacznym autorytetem wśród wiernych, miał opinię wybitnego kaznodziei. W okresie jego zarządzania eparchią woroneską większość parafii Żywej Cerkwi zdecydowała się na powrót do kanonicznego Patriarchatu Moskiewskiego. Wierni eparchii sformowali nawet dwunastoosobową grupę, która miała przez całą dobę chronić hierarchę. Gdy był on wzywany na przesłuchania przez milicję i GPU, za każdym razem towarzyszyli mu świeccy, domagający się nieingerowania organów ścigania w jego działalność.
W październiku 1926 Piotr (Zwieriew) otrzymał nakaz wyjazdu do Moskwy. Po jego wyjeździe do XV konferencji WKP(b) skierowany został list podpisany przez dziewięciu robotników z Woroneża. Twierdzili oni, że 99% wiernych prawosławnych w mieście stanowią robotnicy i chłopi, ci zaś domagają się zwolnienia hierarchy. Mimo to duchowny został w listopadzie tego samego roku aresztowany, zaś autorów listu spotkały represje. Arcybiskupa oskarżono o publiczne dyskredytowanie władzy radzieckiej, nawoływanie do buntu przeciwko niej i działalność kontrrewolucyjną. Duchowny nie przyznał się do winy. 13 marca 1927 został skazany na dziesięć lat pozbawienia wolności i skierowany do łagru urządzonego w dawnym Monasterze Sołowieckim. Zmarł 7 lutego 1929 w karcerze znajdującym się w dawnym skicie na Wyspie Anzerskiej. 17 czerwca 1999 zostały tam odnalezione jego relikwie.
W 2000 kanonizowany. Jego relikwie wystawione są dla kultu w katedralnym soborze Zwiastowania w Woroneżu.